# François Lubiana
Pour les articles homonymes, voir Lubiana.
François Lubiana, de son vrai nom François Biro, est un chanteur et compositeur français né le 28 décembre 1940 à Illiers-l'Évêque (Eure), et mort le 2 septembre 2011 dans le 20e arrondissement de Paris,. Il a été marié à Jacqueline Boyer.

## Biographie
Il est surtout connu pour avoir adapté avec succès en français en 1961 la chanson Georgia on my Mind de Ray Charles. Il enregistre un album en duo avec Jacqueline Boyer et plusieurs titres comme C'est pas parce que c'est nous  et PéPé. Après une vingtaine d'enregistrements, il est contraint d'abandonner sa carrière en 1966 à la suite d'une grave hémorragie cérébrale.

## Discographie non exhaustive
- Reste encore avec moi (1962) Pathé
- Vienne la nuit (1962) Pathé
- Pourquoi les filles (1964) Bel Air